# Rhene brevipes
Rhene brevipes är en spindelart som först beskrevs av Tord Tamerlan Teodor Thorell 1891.  Rhene brevipes ingår i släktet Rhene och familjen hoppspindlar. Inga underarter finns listade i Catalogue of Life.